# Археологически музей, Несебър
Археологическият музей в град Несебър е създаден през
Несебър (Месемврия) е сред най-старите градове в България. Заселен е от заселници от град Мегара и нейните колонии Бизантион и Калхедон в края на VI век пр.н.е. До идването на българите селището е от тракийски и гръцки тип. Градът е включен в пределите на [България през 812 г., когато хан Крум го завладява и населението му се обогатява със славяни и българи. По-късно за по-продължителен период Несебър (както го наричат славяните) е отново български при управлението на цар Симеон Велики.
Археологическите изследвания и разкопки в несебърския полуостров и района на града през последните четиридесет години разкриват изключителни находки от значими паметници на културата, свидетелстващи за богатата история на антична Месамбрия и средновековния Несебър.

## История
Създаден е през 1956 г. и първата му експозиция е уредена в църквата „Свети Йоан Кръстител“.
В новата си сграда, строена специално за музей по проект на арх. Христо Коев, се премества през 1994 г. и голяма част от експонатите са включени в неговата експозиция, обхващаща фоайе и 4 зали. Там е уредена експозицията „Несебър през вековете“, в която са представени многобройни паметници на културата, илюстриращи историята на античната Месамбрия и средновековния Несебър. Експозиционната площ на музея обхваща фоайе и четири зали. Той е включен и в Стоте национални туристически обекта. Във фоайето е изложена дипломата на ЮНЕСКО, документираща вписването през 1983 г. на старата част на град Несебър в листата на световното културно наследство.

## Експонати
Сред уникалните артефакти в музея са откритият изключително важен надпис-декрет в чест на тракийския вожд Садала, датиран от III век пр. Хр. и даващ богата информация за взаимоотношенията на гръцкия полис със съседните траки, както и експонираното сребърно съкровище от монети-тетрадрахми, в които преобладават тракийските имитации, което допълва сведенията за ролята на местното тракийско население в политическия и икономически живот на града през XXI-I век пр. Хр.
При археологически проучвания на северния бряг на полуострова през 2013 г. екипът на доц. Анелия Божкова и Петя Кияшкина открива оброчен релеф на тракийски конник. Релефът изразява конник в ход надясно с развято наметало. В детайли се вижда как конят му е повдигнал предния си ляв крак по посока на каменен олтар и дърво, около което има навита змия. Специалисти предполагат, че релефът е изработен около II век. Той е доказателство за култа към тракийския Херос, който е съществувал на територията на антична Месембрия през римската епоха. Подобни антични релефи са откривани в землищата на Свети Влас, Кошарица и Горица, но това е първото откритие на подобен артефакт в рамките на самия античен град.